# St. Peter Julian

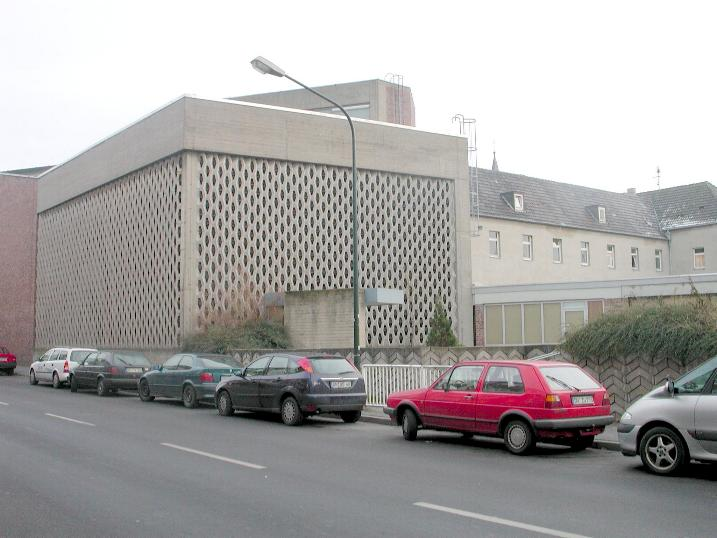
Links die Kirche, rechts hinten das Kloster

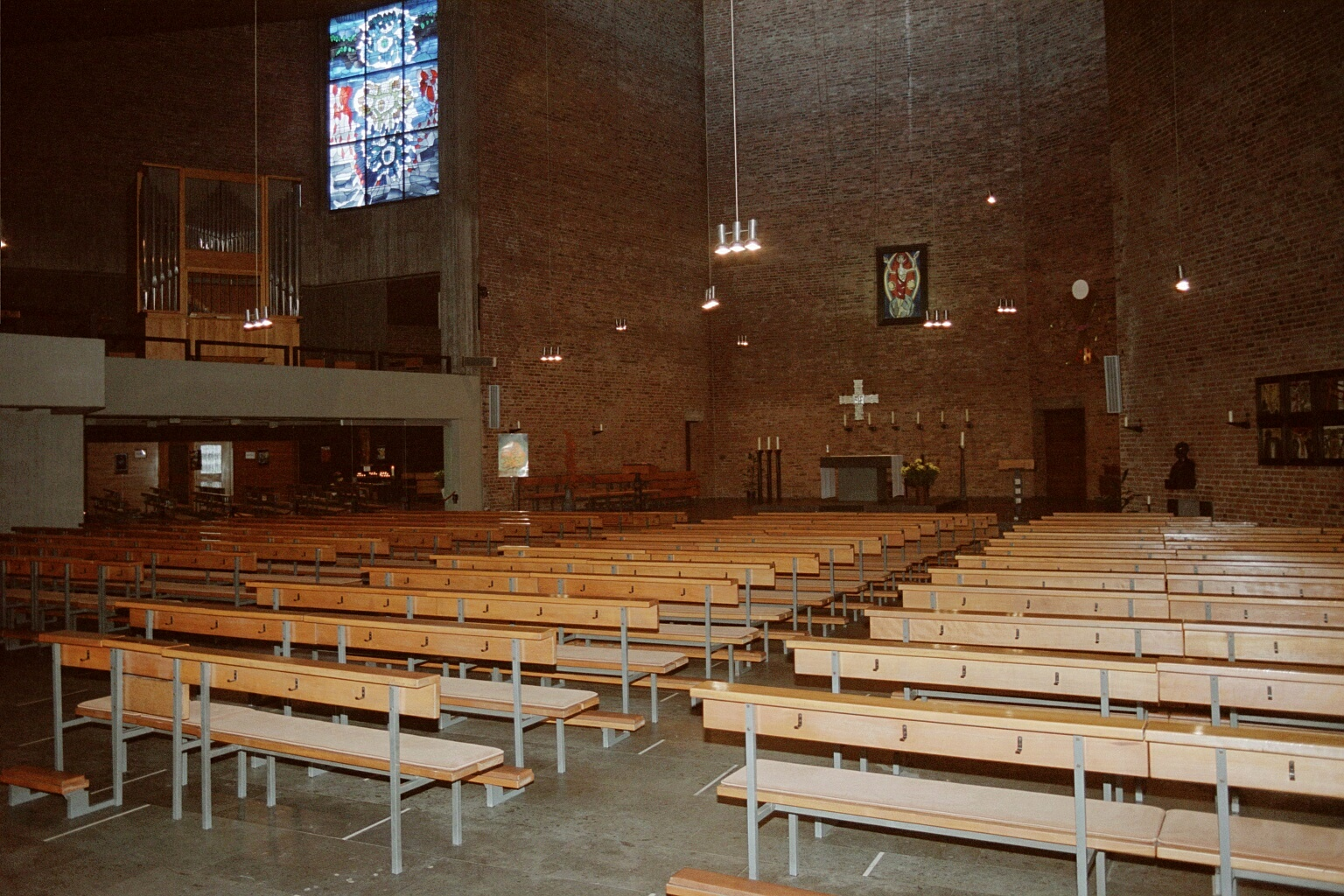
Innenraum; links im Hintergrund unter der Orgel ist die Werktagskirche zu sehen.

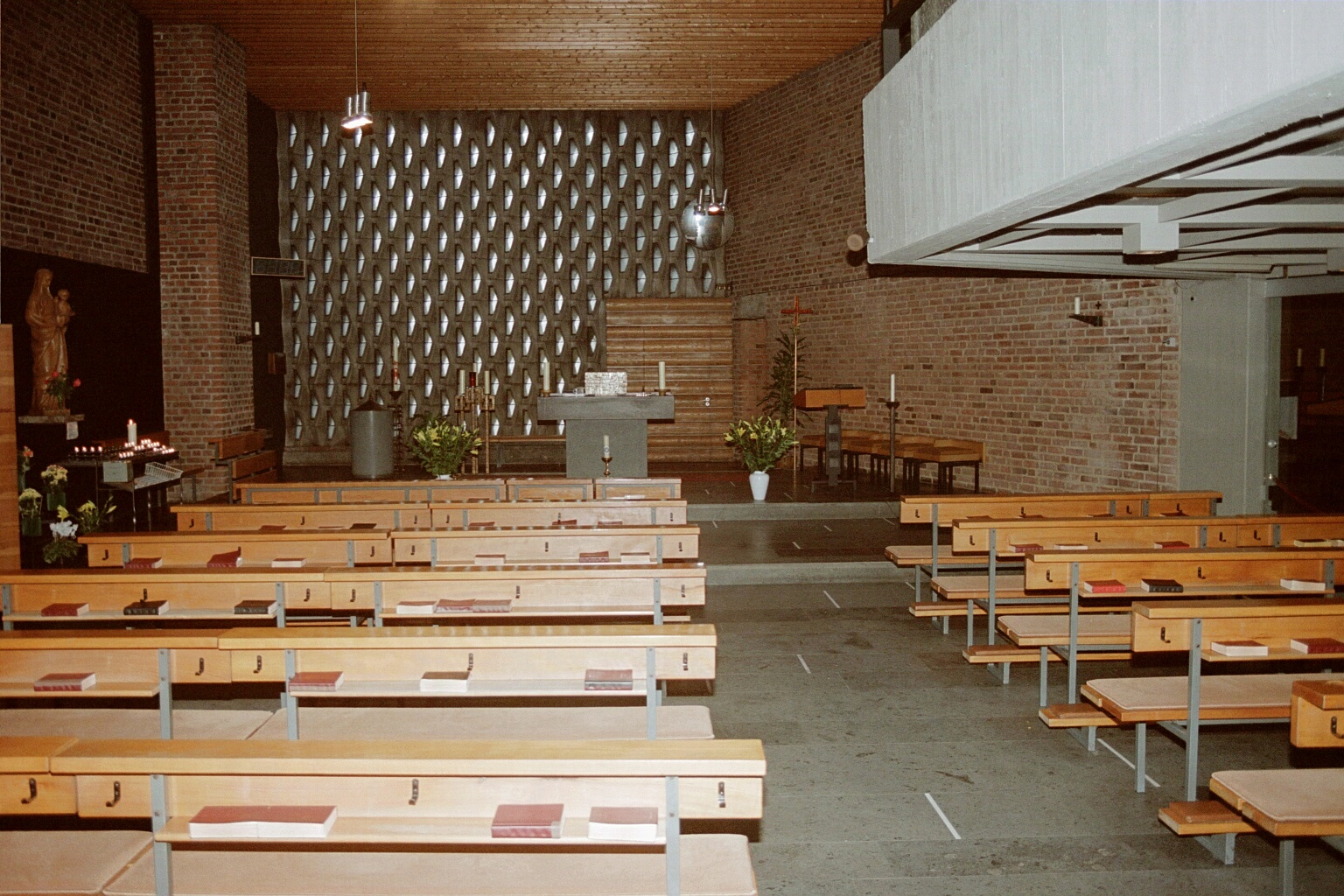
Werktagskirche

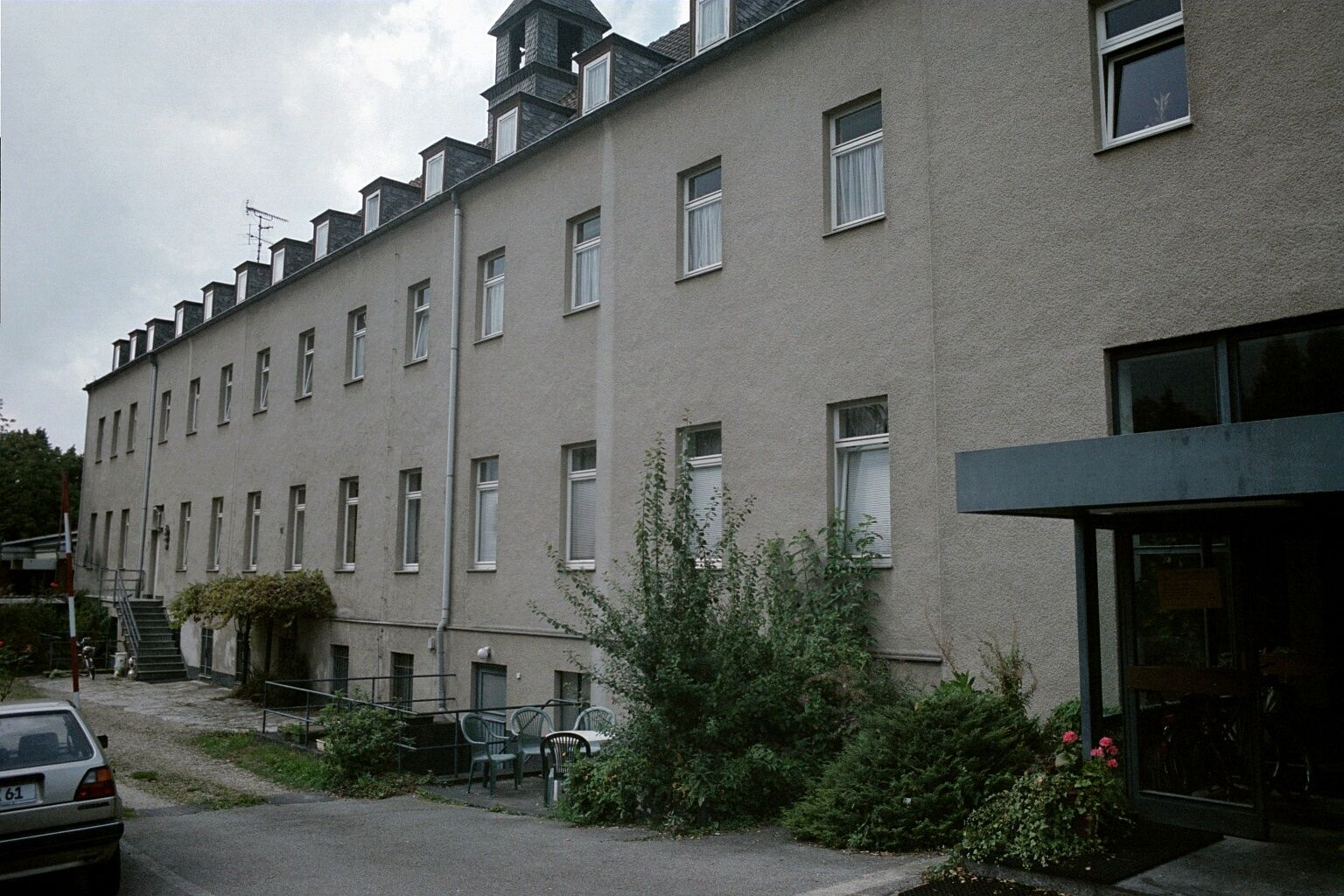
Rückseite des an die Kirche angeschlossenen Eucharistinerklosterbaus

St. Peter Julian war eine von 1964 bis 1965 erbaute römisch-katholische Filial- und Klosterkirche in Düren, Nordrhein-Westfalen. Sie war mit einem Kloster der Eucharistiner verbunden und von 1972 bis 2000 Pfarrkirche der gleichnamigen Pfarrei. Nach der Profanierung wurden Kirche und Kloster 2003 zugunsten einer Neubebauung des Grundstücks abgerissen.

## Geschichte
Seit dem 1. Juli 1920 gab es in Düren in der oberen Kölnstraße eine behelfsmäßige Niederlassung der Eucharistiner. Am 8. April 1962 wurde bekannt, dass das Kloster endlich eine neue Kirche bekommen sollte. Damit verbunden war die Zusage des Bischofs von Aachen, Johannes Pohlschneider, dass die Kirche einen eigenen Seelsorgebezirk bekommt.
Den ersten Entwurf der Kirche erstellte der Architekt W. Vogt. Dieser Entwurf wurde von dem Dürener Architekten Helmut Lüttgen überarbeitet. Der Baubeginn war am 29. Juni 1964, die Grundsteinlegung erfolgte am 18. November 1964. Am 21. Dezember 1965 wurde die Kirche benediziert. Aus den Gebieten der beiden anderen Innenstadt-Pfarren St. Anna und St. Marien wurden Teile abgetreten, die seit dem 28. Dezember 1965 dann die Vikarie St. Peter Julian bildeten. Die seelsorgerische Arbeit übernahmen zwei Pater der Eucharistiner. Die Konsekration durch Bischof Johannes Pohlschneider zu Ehren des Heiligen Pierre Julien Eymard erfolgte am 30. Oktober 1966. Am 1. Januar 1972 wurde die Vikarie zur selbstständigen Pfarre.
Die Orgel der Orgelbaufirma Wilbrand aus Übach-Palenberg wurde am 10. Oktober 1976 geweiht. Sie hat 18 Register, verteilt auf zwei Manuale und Pedale mit insgesamt 1364 Pfeifen. Sie kostete 130.000 DM. Im Dezember 1985 wurde ein neuer Taufbrunnen aufgestellt. Am 17. Februar 1986 kam ein neuer Kreuzweg dazu.
Zum 1. Dezember 2000 wurde die Pfarre aufgelöst und der Pfarre St. Anna zugeschlagen.
Der Orden der Cellitinnen von der Hl. Gertrud kaufte das Gelände mit dem Kloster und der Kirche. Im Juni 2003 wurden alle Gebäude abgerissen. Im Volksmund wurde die Kirche bis zuletzt Klösterchen genannt.
Am 1. Mai 2005 fand dort die Einweihung eines neuen Klosters mit einem Altenheim statt. Die Orgel wurde von der katholischen Kirchengemeinde im Dürener Grüngürtel gekauft und dort durch die Erbauerfirma Wilbrand wieder aufgestellt.